# Johan Gyllensvärd
Knut Johan Georg Gyllensvärd, född 23 augusti 1916 i Växjö, död  2 mars 2000 i Bromma, var en svensk jurist. Han var son till kapten Johan Gyllensvärd.
Gyllensvärd avlade juris kandidatexamen i Uppsala 1940. Efter tingstjänstgöring 1941–1944 blev han extra fiskal i Svea hovrätt 1945. Han var tingssekreterare 1946–1949 och blev extra ordinarie assessor 1951, tingsdomare i Södra Roslags domsaga 1957 och var hovrättsråd i Svea hovrätt 1960–1964. Gyllensvärd var justitieråd 1964–1983 och var ordförande på avdelning i Högsta domstolen 1979–1983.

## Utmärkelser
- Kommendör med stora korset av Nordstjärneorden, 3 december 1974.[2]